# Óurai templom

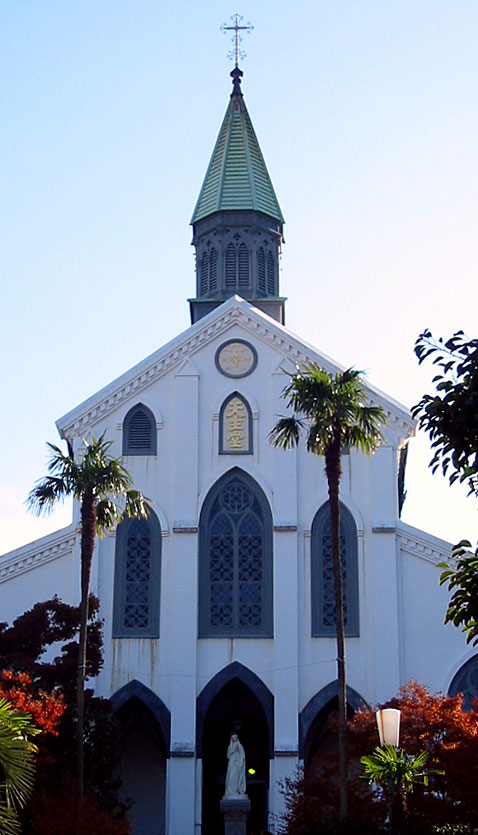
Az óurai templom

Az óurai templom (大浦天主堂 Ōura Tenshudō) katolikus templom Nagaszaki japán városban. Ez az egyetlen nyugati stílusú épület, amely a japán nemzeti kincs részét képezi, és ez a legrégebbi keresztény templom Japánban.

## Története
Egy francia szerzetes, Furet atya tervezte. 1864 decemberében készült el. Az eredeti épület a gótikus és barokk stíluselemeket ötvözte, de az 1879-es átépítés során elnyerte mai teljesen gótikus stílusát.
A bejárat fölött fehér márványszobrot láthatunk, mely a Szűzanyát ábrázolja.